# Drama (Stadt)
Drama (griechisch Δράμα [ˈðrama] (f. sg.)) ist eine Stadt in der nordgriechischen Region Ostmakedonien und Thrakien. Sie ist Sitz der gleichnamigen Gemeinde Drama sowie des Regionalbezirks Drama.

## Herkunft des Namens
Zur Etymologie des Toponyms Drama existieren unterschiedliche Auffassungen. Vielfach wurde Drama mit der bei Thukydides erwähnten Stadt Drabēskos (altgriechisch Δράβησκος) identifiziert, das von dorisch draō (δράω) ‚sehen‘ hergeleitet wurde und etwa ‚Ort mit Ausblick‘ bedeuten würde. Eine weitere Theorie leitet den Namen von dy-rema her, zu dyō (δύω) ‚zwei‘ und rheō (ῥέω) ‚fließen‘, was eine durch einen Fluss in zwei Hälften geteilte Stadt bezeichnen könnte. Meist wird eine Herkunft aus altgriechisch ὕδωρ hydōr bzw. ὑδρ- hydr- ‚Wasser‘ vermutet, was allgemein auf eine wasserreiche Gegend hinweisen würde.

## Geschichte

### Antike und Mittelalter

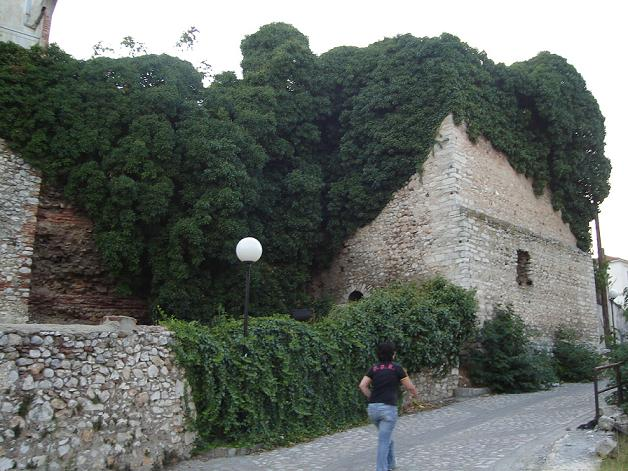
Teil der Stadtmauer aus byzantinischer Zeit

Schon in prähistorischer Zeit scheint es in Drama eine bewohnte Siedlung der Arkadier gegeben zu haben. In der frühen oder späten klassischen hellenistischen Periode (spätes viertes oder frühes drittes Jahrhundert v. Chr.) wurden an der Stelle des heutigen Drama Siedlungen errichtet, deren Einwohner die Weinreben kultiviert und den Gott Dionysos in einem eigenen Schrein verehrten. Die Siedlungen bestanden auch während der römischen und byzantinischen Zeit fort. So wurde im Dorf Grammeni die Grabstele des Tiberius Claudius Maximus gefunden, die im Archäologischen Museum der Stadt (siehe weiter unten) zu besichtigen ist.

### Osmanisches Reich
Nach der Schlacht an der Mariza im Jahr 1371 stand Drama unter osmanischer Herrschaft. Das Osmanische Reich war ein Vielvölkerstaat, das spiegelte auch die Zusammensetzung der Stadtbevölkerung wider. Im Jahr 1530 gab es 143 christliche und 96 muslimische Haushalte. Im Jahr 1900 hatte die Stadt nach Vasil Kanchov etwa 9040 Einwohner, davon waren 6300 Türken, 1500 Griechen, 350 Bulgaren, 300 Aromunen, 240 Zigeuner, 150 Juden, 50 Tscherkessen und 150 andere. 1905 bestand laut Dimitar Mishev, dem damaligen Sekretär des Bulgarischen Exarchats die christliche Bevölkerung von Drama aus 320 Bulgaren, 80 unierten Bulgaren, 32 protestantischen Bulgaren, 700 Griechen und 1500 Walachen. In der Stadt gab es zu dieser Zeit eine Grundschule und zwei griechische Hauptschulen mit sechs Lehrern und 250 Schülern.

### Frühes 20. Jahrhundert
Während des Ersten Balkankriegs wurde die Stadt am 5. November 1912 durch Einheiten der bulgarischen Armee eingenommen. Ganz Thrakien fiel bis zum Ende des Ersten Weltkrieges an Bulgarien.
Im Zuge des Ersten Balkankrieges verübten reguläre und irreguläre Armeen verschiedener Kriegsparteien Kriegsverbrechen an der Zivilbevölkerung. Ein Memorandum des britischen Konsuls Harry Lamb an seinen Vorgesetzten in Thessaloniki vom 3. Dezember 1912 beispielsweise berichtet davon, wie bulgarische Militärkräfte bei ihrer Eroberung der Region von Drama vorgingen. So hätten die (bulgarischen) Militärbehörden die Genehmigung zur allgemeinen Plünderung der muslimischen Stadtbevölkerung erteilt. Die christliche Ortsbevölkerung stellte eine Art Miliz auf und wurde (von den Behörden) mit der Entwaffnung ihrer muslimischen Mitbürger beauftragt. Ein britischer Zeuge informierte Lamb eine Woche später über die brutalen Vorgänge, die seiner Meinung nach «fast genauso schrecklich» waren wie das Massaker von Adana von 1908. Alle Muslime, bei denen Waffen zuhause gefunden worden waren, mussten sich auf Anweisung der Behörden zum Gemeindehaus begeben, wo sie angeblich verhört werden sollten. Doch die Mehrheit dieser Muslime töteten die bulgarischen Kräfte und die bulgarische Stadtbevölkerung bereits auf dem Weg dorthin. Laut dem Zeugen sollen tatsächlich auch diejenigen bulgarischen Stadtbürger an diesen Massenmorden teilgenommen haben, die während der vormaligen türkischen Besatzung der Stadt bei ihren muslimischen Mitbürger Schutz gefunden hatten. Man nahm an, dass nicht einmal die Hälfte der etwa 1.500 Muslime von Drama die Nachbarstadt Kavala erreichte, wohin sie zu flüchten beabsichtigte. In den darauffolgenden acht oder zehn Tagen war die Straße zwischen den beiden Städten mit nicht bestattenen Leichen übersät, insbesondere bei Doxato. Auch Frauen und Mädchen habe man demnach zerstückelt vorgefunden.
Im nachfolgenden Zweiten Balkankrieg fiel Thrakien dann an Griechenland. Nach griechischen Statistiken lebten im Jahr 1913 in Drama 12.903 Menschen.

### Deportation der Juden

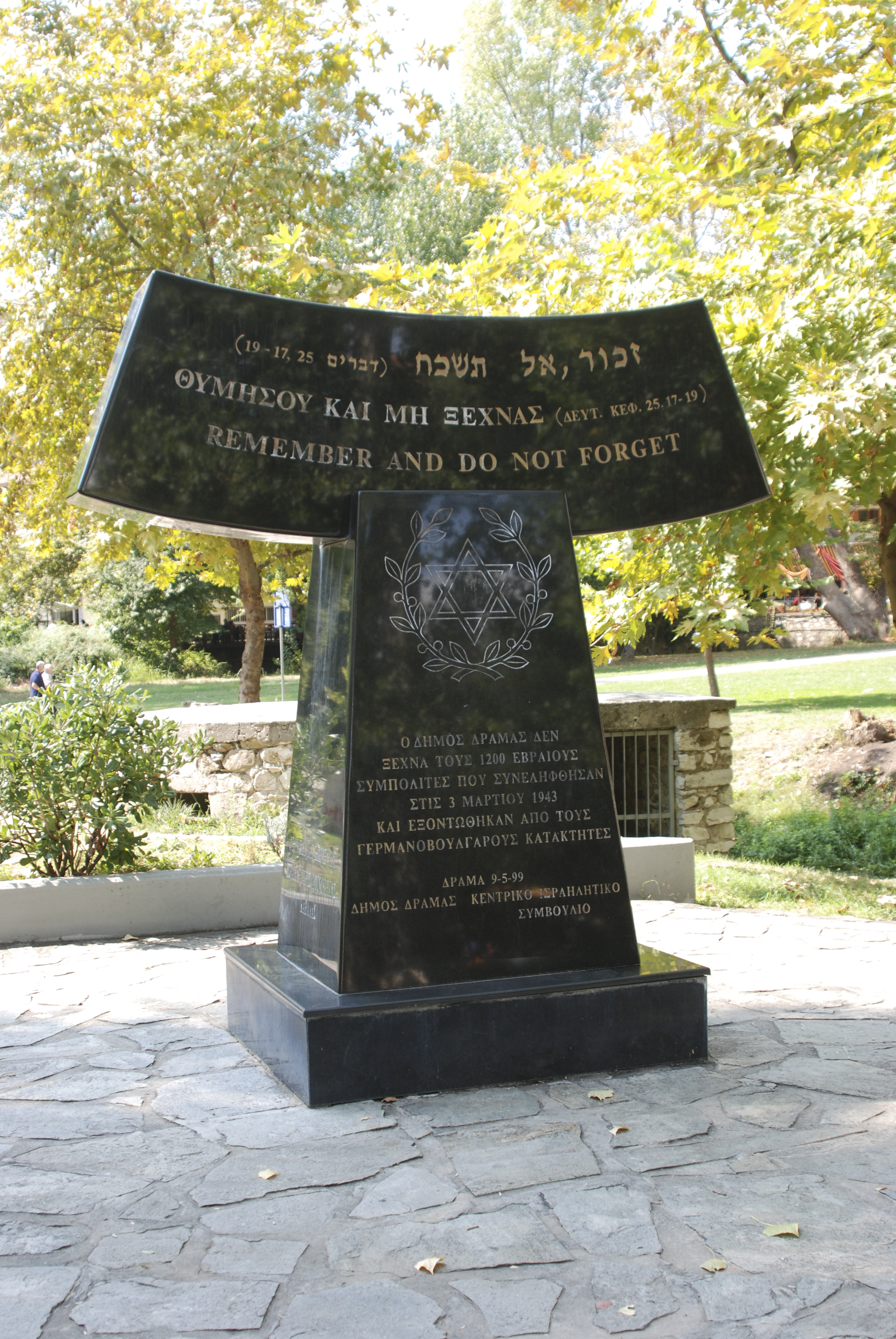
Holocaust-Denkmal

Nach dem Balkanfeldzug (1941) war Drama und ganz Griechenland von den Achsenmächten besetzt. Die regionale Besatzungsmacht war das Königreich Bulgarien.
Am 4. März 1943 begann in ganz Thrakien und auch in Drama die Deportation von Juden. Die bulgarischen Soldaten verschleppten insgesamt etwa 4000 Juden aus Thrakien, 589 aus der Stadt Drama nach Bulgarien und pferchten sie dort in leerstehende Tabak-Lagerhäuser ein. Anschließend wurden sie mit der Reichsbahn in das Vernichtungslager Treblinka gebracht. Keiner überlebte den Genozid.

### Geschichte der Verwaltungsgliederung
Nach den Balkankriegen erfolgte der Anschluss Ägäis-Makedoniens an Griechenland. Die Stadt Drama bildete ab 1918 eine Gemeinde in der damaligen Präfektur Drama (Νομός Δράμας Nomós Drámas). In den ersten Jahren nach der Gemeindegründung wurden mehrfache Umgliederungen vorgenommen, Orte angeschlossen oder ausgegliedert und umbenannt. Das Gemeindegebiet änderte sich wiederholt, entsprach von 1940 an grob dem heutigen Stadtbezirk. Die drei Vororte Arkadikos, Nea Amisos und Proastio wurden 1961 endgültig der Stadt eingegliedert. Mit der Gebietsreform 1997 erfolgte der Zusammenschluss mit elf Landgemeinden und dem Dorf Nikotsaras der damaligen Landgemeinde Argyroupoli zur neuen Gemeinde Drama, mit der Stadt Drama als deren Verwaltungssitz. Durch die Verwaltungsreform 2010 wurden diese Gemeinden mit der Landgemeinde Sidironero zur neuen Gemeinde Drama fusioniert.
Einwohnerentwicklung von Drama
| Name         | griechisch             | Code       | 1920    | 1928    | 1940    | 1951    | 1961   | 1971   | 1981   | 1991   | 2001   | 2011   |
| ------------ | ---------------------- | ---------- | ------- | ------- | ------- | ------- | ------ | ------ | ------ | ------ | ------ | ------ |
| Drama        | Δράμα (f. sg.)         | 0201010101 | 15.263¹ | 29.339² | 30.425³ | 29.498⁴ | 32.195 | 26.692 | 36.109 | 37.604 | 42.501 | 44.823 |
| Ambelakia    | Αμπελάκια (n. pl.)     | 0201010102 |         |         | 00317   | 00360   | 00401  | 00323  | 00364  | 00324  | 00335  | 00322  |
| Nea Sevastia | Νέα Σεβάστεια (f. sg.) | 0201010103 | 00030   | 00309   | 00520   | 00615   | 00645  | 00429  | 00490  | 00469  | 00480  | 00518  |
| Taxiarches   | Ταξιάρχες (m. pl.)     | 0201010104 |         | 00122   | 00274   | 00267   | 00295  | 00183  | 00155  | 00149  | 00169  | 00146  |
| Timotheos    | Τιμόθεος (m. sg.)      | 0201010105 |         | 00029   | 00060   |         |        |        |        |        |        | 00019  |
| Gesamt       | Gesamt                 | 02010101   | 16.735* | 31.571  | 33.816  | 33.166  | 33.536 | 30.627 | 37.118 | 38.546 | 43.485 | 45.828 |

* Die Orte Arkadikos, Nea Amisos und Proastio waren bis 1961 eigenständig.

¹ 1920: Arkadikos (Σανδήκ-Τσιφλίκ) 5, Nea Amisos (Τσάϊ-Τσιφλίκ) 81, Latzista (Λατζίστα, Proastio) 14

² 1928: Arkadikos 357, Nea Amisos 861, Proastio 331, Pasali Tsiflik 223

³ 1940: Arkadikos 419, Nea Amisos 1243, Proastio 528

⁴ 1951: Arkadikos 433, Nea Amisos 1352, Proastio 641

* einschließlich Sidirodromikos Stathmos Dramas (Σιδηροδρομικός Σταθμός Δράμας) 651 Einwohner

## Kultur und Sehenswürdigkeiten
Im Jahr 1978 fand das Kurzfilm-Festival Drama Short Film Festival erstmals statt, seit Mitte der 1980er Jahre wird die Veranstaltung jährlich wiederholt.
- Archäologisches Museum
- Die byzantinische Kirche Agia Sofia
- Die Tropfsteinhöhlen des Flusses Angitis (Maras)
- Parkanlage (Piges Agias Varvaras) im Zentrum mit Gastronomie und Wasserspielen
- Das Aquarium von Milopotamos
- Der Park von Milopotamos
- Der Park von Drama (Springbrunnen)

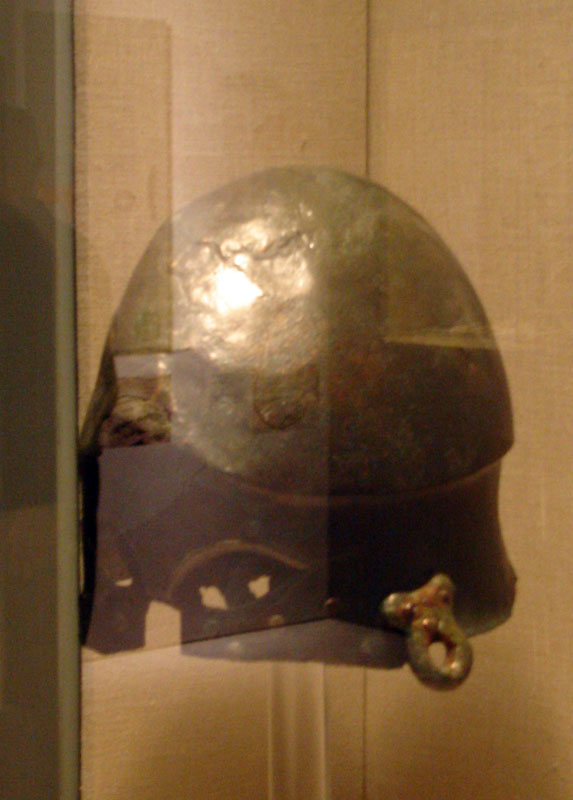
Helm aus der Eisenzeit im Archäologischen Museum
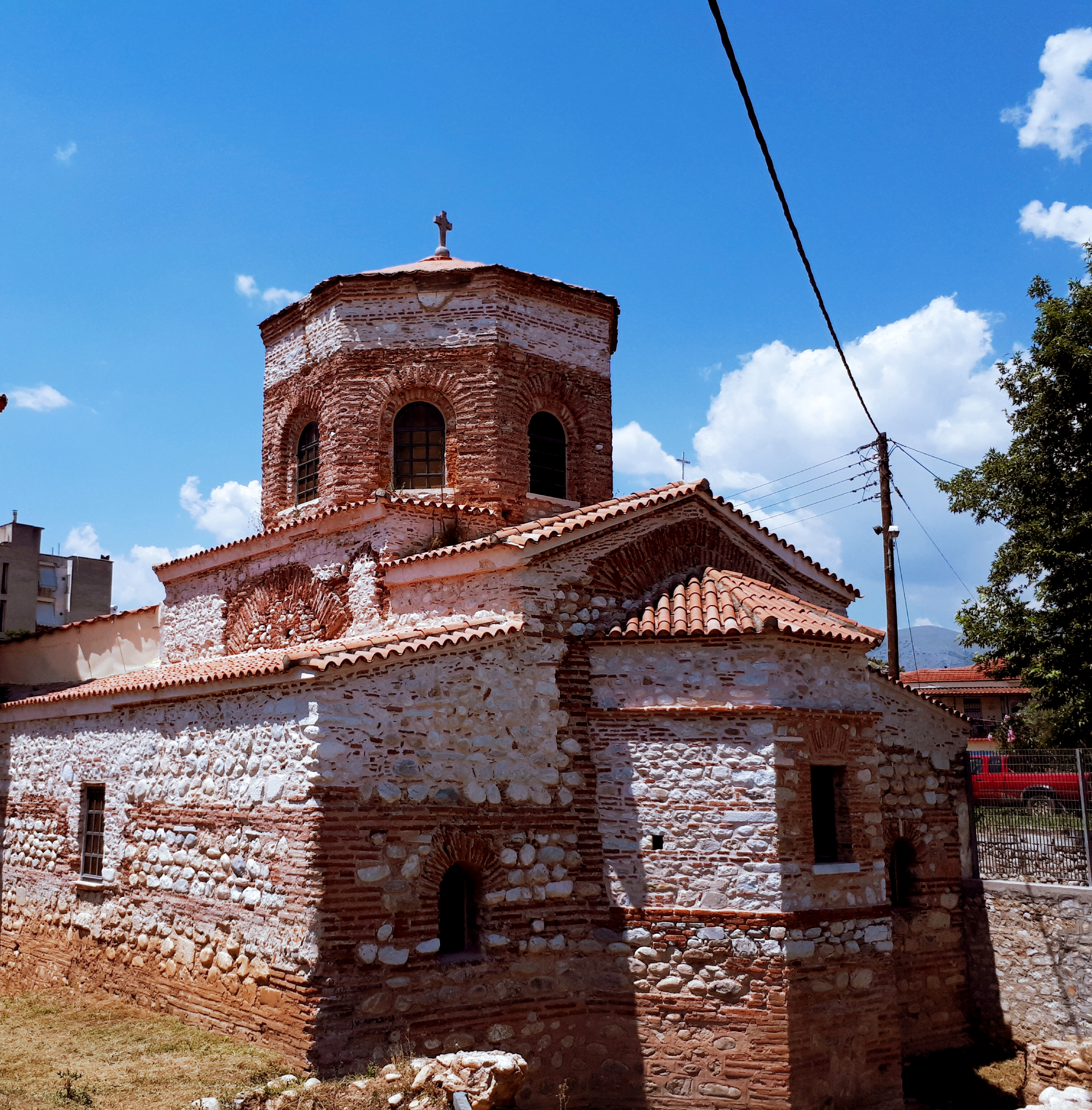
Die byzantinische Kirche Agia Sofia
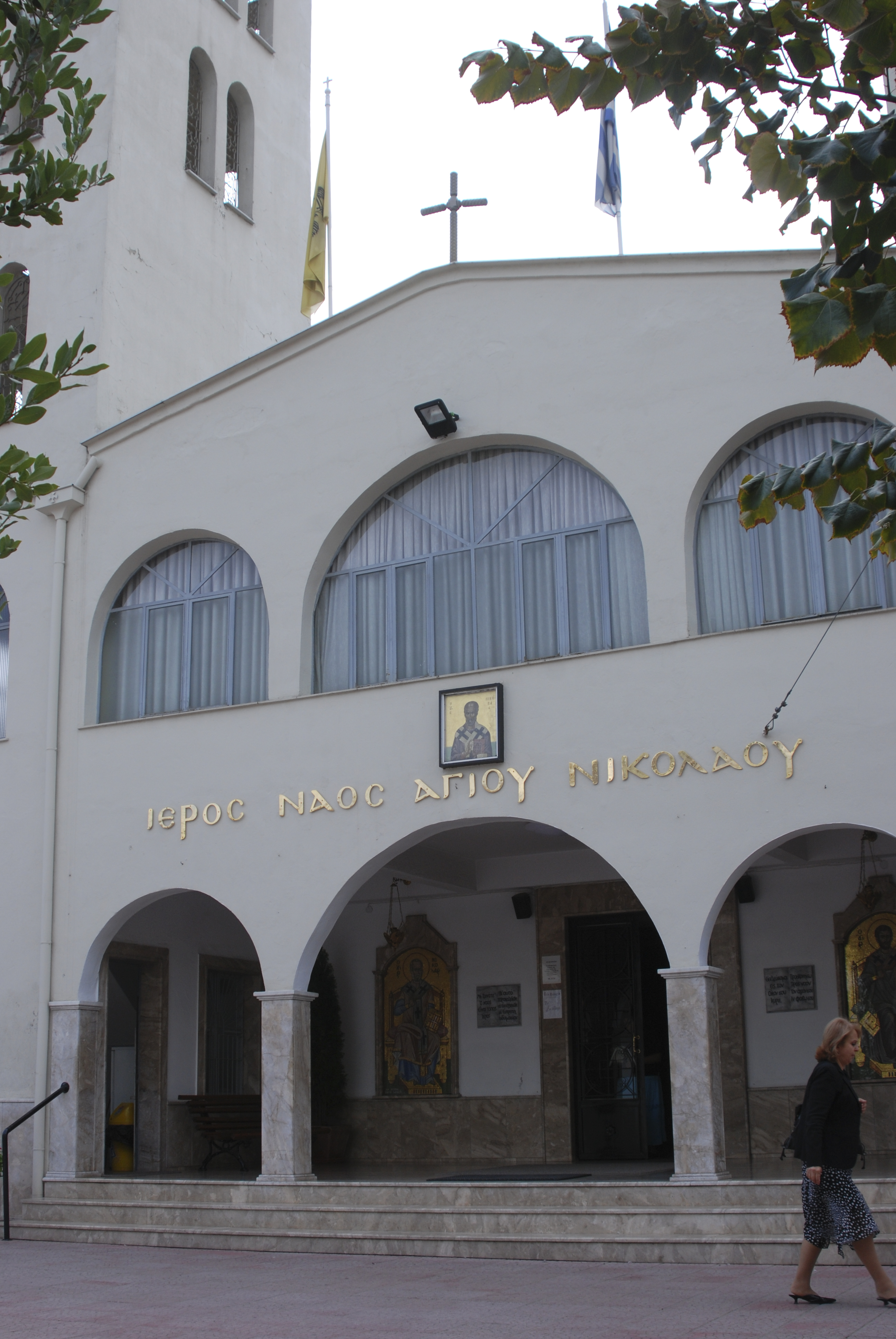
Die Kirche Agios Nikolaos
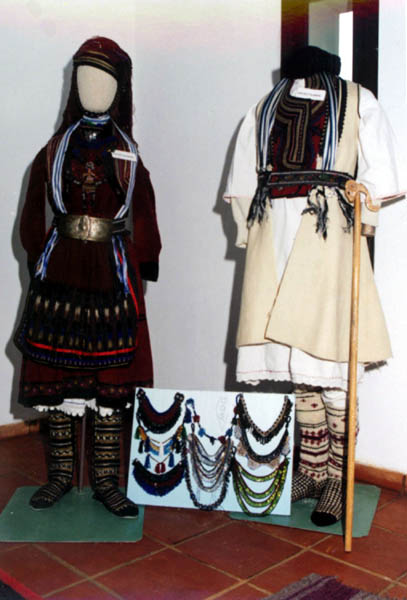
Trachten im Makedonischen Museum

## Wirtschaft
In der Vergangenheit hing die wirtschaftliche Entwicklung Dramas von der Papier- und Textilindustrie ab. Diese Fabriken wurden inzwischen entweder geschlossen oder in das benachbarte Niedriglohnland Bulgarien verlagert, was sich negativ auf die lokale Wirtschaft und Beschäftigungsrate auswirkte. Insbesondere ab dem Jahr 2007, nachdem Bulgarien Mitglied der EU wurde, konnten griechische Unternehmen bequem ins preiswerte Nachbarland auswandern. Andere Quellen des Lebensunterhalts sind die Landwirtschaft (vor allem Tabak-Plantagen), Bergbau (vor allem Marmor) und Forstwirtschaft. In letzter Zeit wurden Versuche unternommen, die Entwicklung von Ökotourismus zu fördern.
In der Nähe von Drama gibt es ein Skigebiet am Berg Falakro.

## Verkehr
Der Bahnhof von Drama liegt an der 1896 eröffneten Bahnstrecke Thessaloniki–Alexandroupoli.

## Söhne und Töchter der Stadt
- Mahmud Dramali Pasha (1780–1822), Ottomanischer General
- Ibrahim Pascha (1789–1848), Sohn von Muhammad Ali Pascha, osmanischer General, 1848 Vizekönig von Ägypten
- Koulis Stoligkas (1910–1984), Schauspieler
- Jan Gabrielis  (1931–2001), Opernsänger
- Basilis C. Xanthopoulos (1951–1990), Theoretischer Physiker
- Nikos Sergianopoulos (1952–2008), Schauspieler
- Tania Tsanaklidou (* 1952), Sängerin und Schauspielerin
- Matthias Braunmar (* 1960), Schriftsteller
- Giorgos Karaivaz (1968–2021), Journalist
- Anastasios Sidiropoulos (* 1979), Fußballschiedsrichter
- Efstratios Perperoglou (* 1984), Basketballspieler
- Ioannis Alexiou (* 1984), Fußballspieler
- Dimitris Siovas (* 1988), Fußballspieler
- Ioannis Fetfatzidis (* 1990), Fußballspieler
- Maria Mitkou (* 1994), Fußballspielerin
- Savvas Savvas (* 1997), Handballspieler

## Galerie

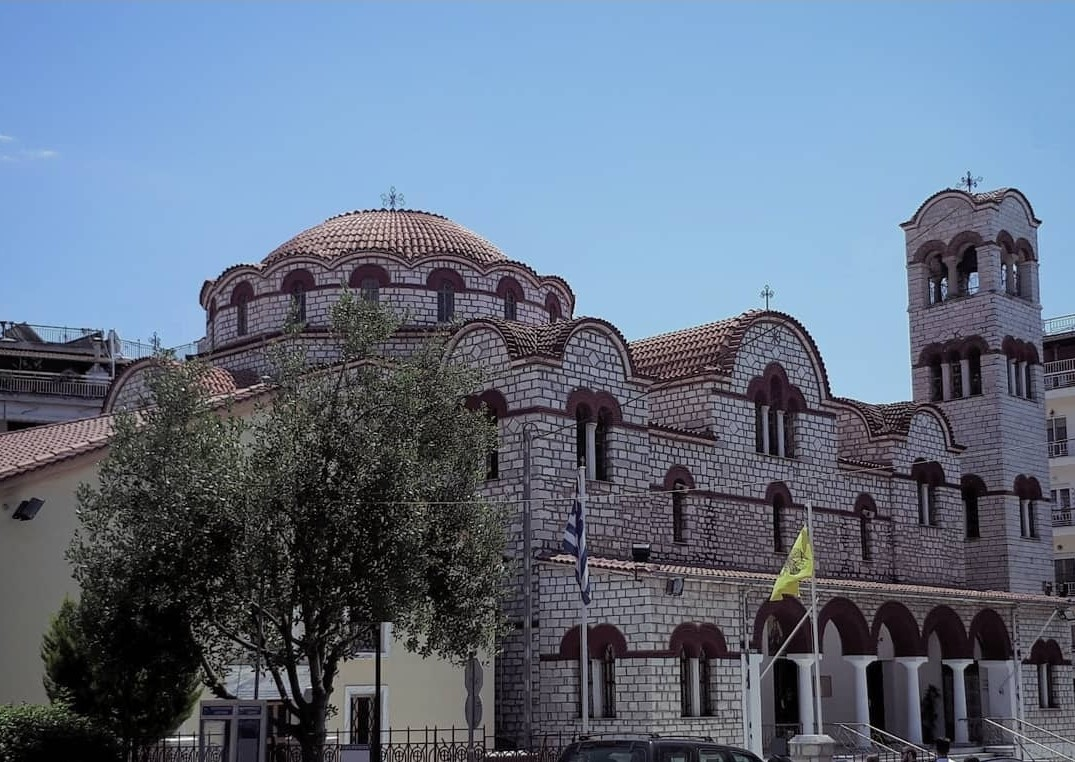
Die alte und die neue Kathedrale
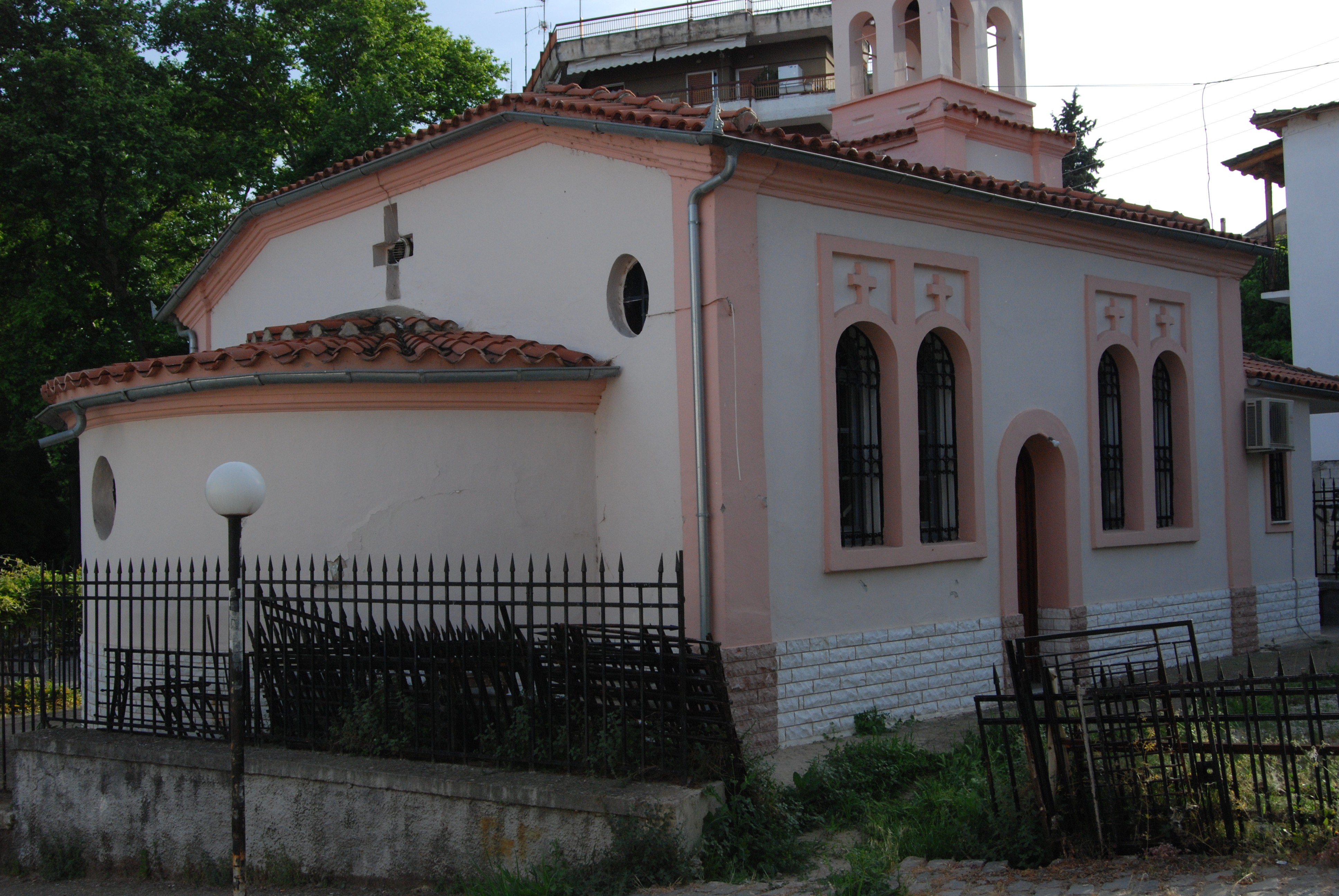
Kirche Agia Barbara
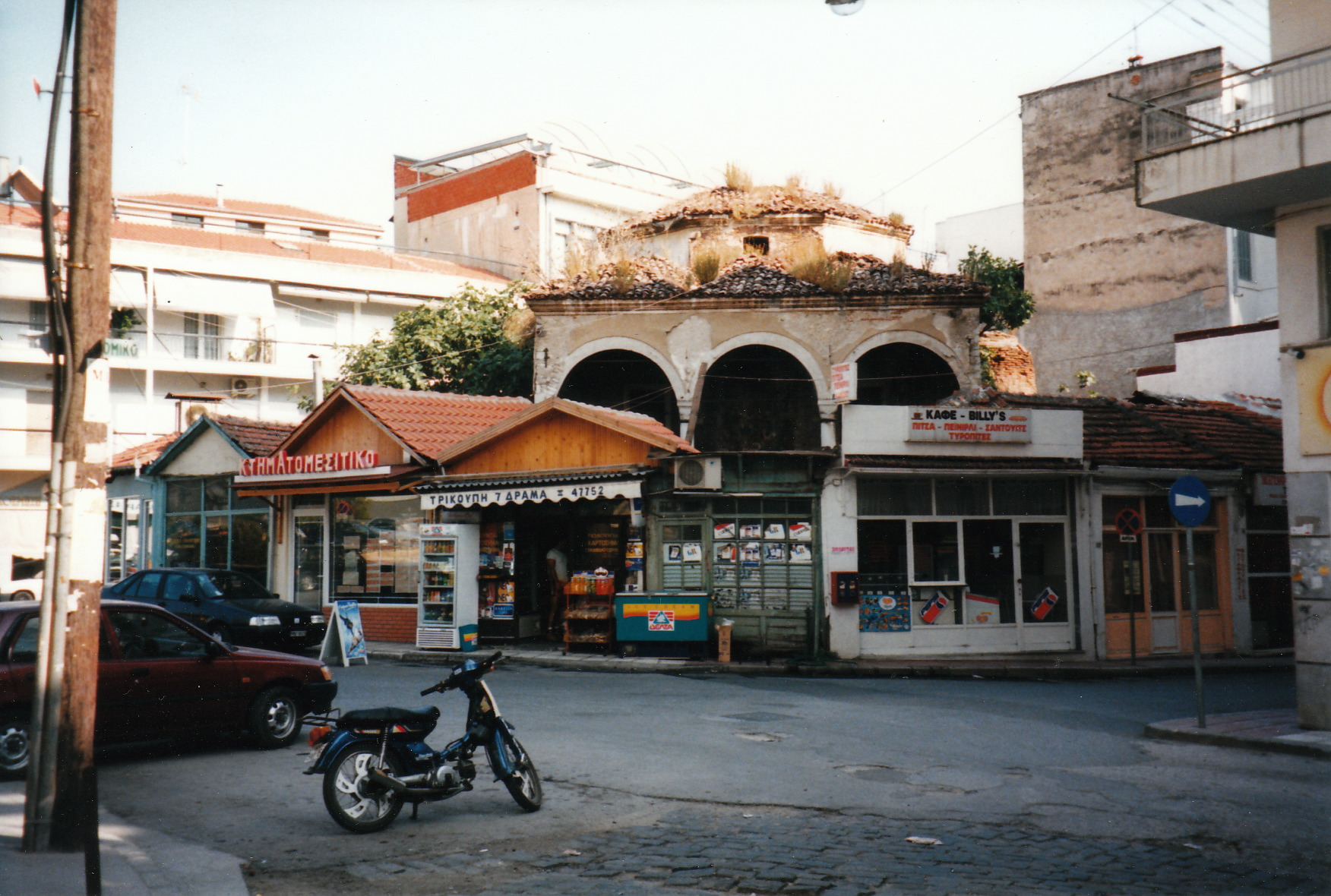
Moschee in der Altstadt
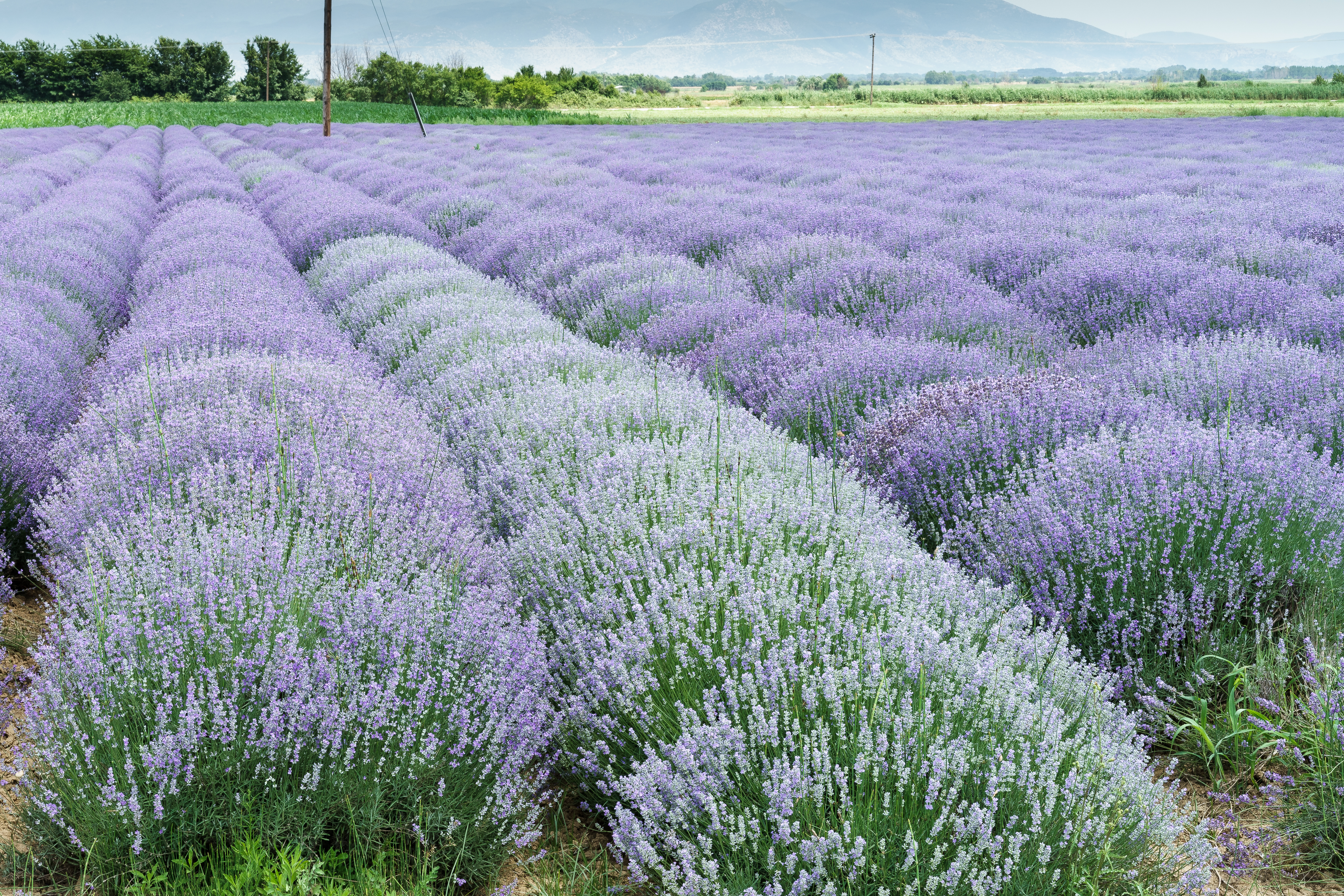
Lavendelfeld bei Drama

## Partnerstadt
- Lauf an der Pegnitz, Deutschland